# 水天一色
水天一色（すいてんいっしき、シュイティエンイースー）は中華人民共和国の推理作家。

## 略歴
19歳から本格的に創作を開始し、インターネットサイト上に作品を公開し始めた。2004年に北京工業大学コンピュータ学部を卒業してからも、しばらくはインターネット上での活動が続いたが、2006年にミステリ雑誌『歳月・推理』（または単に『推理』）の編集者となって以降は同誌や『推理世界』で主に作品を発表している。
唐代を舞台に乱神館の館主・離春（リーチュン）が探偵役を務める「乱神館記シリーズ」や、学生・杜落寒（ドゥールオハン）を探偵役とする「杜公子シリーズ」を執筆している。

## 主な作品

### 邦訳作品
- 蝶の夢 乱神館記 アジア本格リーグ4 （島田荘司選、大澤理子訳、講談社、2009年11月）ISBN 9784062159012 - 『乱神馆记系列之蝶梦』（2006年）の邦訳

### 単行本
- 乱神館記系列之蝶夢 - 内蒙古人民出版社、2006年 ISBN 9787204088256
- 杜公子系列之校園惨劇 - 内蒙古人民出版社、2008年
- 杜公子系列之盲人与狗 - 内蒙古人民出版社、2008年

### 雑誌掲載短編
- 丑小鵞 - 『歳月・推理』（岁月・推理）2009年1号
- 我這様的人 - 『歳月・推理』2009年9号
- 輸給愛情 - 『歳月・推理』2009年11号